# Eneco Tour 2015
Die Eneco Tour 2015 war die 11. Austragung dieser Radrundfahrt und fand vom 10. bis 16. August 2015 statt. Das Etappenrennen war Teil der UCI WorldTour 2015 und innerhalb dieser das 21. von 28 Rennen. Die Rundfahrt wurde in der niederländischen Stadt Bolsward gestartet und endete nach sieben Etappen und einer Gesamtdistanz von 1126,9 Kilometern in der belgischen Stadt Geraardsbergen. Sieger der Gesamtwertung war der Belgier Tim Wellens aus der belgischen Mannschaft Lotto Soudal vor dem Belgier Greg Van Avermaet aus der US-amerikanischen Mannschaft BMC und dem Niederländer Wilco Kelderman aus der niederländischen Mannschaft Lotto NL-Jumbo.
Für Tim Wellens war es bereits der zweite Sieg bei der Eneco Tour nach 2014, der damit seinen Titel aus dem Vorjahr verteidigte. Außerdem ist er nun gemeinsam mit dem Spanier José Iván Gutiérrez und dem Norweger Edvald Boasson Hagen Rekordsieger bei diesem Rennen. Darüber hinaus war es der zweite belgische Sieg bei diesem Rennen.
Sieger der Punktewertung war der Deutsche André Greipel aus der belgischen Mannschaft Lotto Soudal. Die Wertung des kämpferischsten Fahrers gewann der Belgier Gijs Van Hoecke aus der belgischen Mannschaft Topsport Vlaanderen-Baloise. Die Teamwertung gewann die belgische Mannschaft Lotto Soudal.

## Teilnehmer
| 17 UCI WorldTeams AG2R La Mondiale (ALM) Astana Pro Team (AST) BMC Racing Team (BMC) Etixx-Quick Step (EQS) FDJ (FDJ) IAM Cycling (IAM) | Team Katusha (KAT) Lampre-Merida (LAM) Lotto Soudal (LTS) Movistar Team (MOV) Orica GreenEdge (OGE) Team Sky (SKY) | Team Cannondale-Garmin (TCG) Tinkoff-Saxo (TCS) Trek Factory Racing (TFR) Team Giant-Alpecin (TGA) Team Lotto NL-Jumbo (TLJ) |
| 3 UCI Professional Continental Teams Roompot Oranje Peloton (ROP)                                                                       | Topsport Vlaanderen-Baloise (TSV)                                                                                  | Wanty-Groupe Gobert (WGG) |

Startberechtigt waren die 17 UCI WorldTeams der Saison 2015. Zusätzlich vergab der Veranstalter Wildcards an drei UCI Professional Continental Teams. Die 20 teilnehmenden Mannschaften traten mit jeweils acht Fahrern an. Dadurch ergab sich ein Starterfeld von insgesamt 160 Fahrern aus 27 Nationen. Unter den Fahrern befanden sich zehn Deutsche, drei Österreicher und drei Schweizer.

## Etappenübersicht
| Etappe         | Datum               | Strecke                             | Typ                 | km     | Etappensieger          | Weißes Trikot         |
| -------------- | ------------------- | ----------------------------------- | ------------------- | ------ | ---------------------- | --------------------- |
| 1              | Mo, 10. August 2015 | Bolsward – Bolsward                 | Flachetappe         | 0183,5 | Elia Viviani (SKY)     | Elia Viviani (SKY)    |
| 2              | Di, 11. August 2015 | Breda – Breda                       | Flachetappe         | 0180,7 | André Greipel (LTS)    | Jesper Asselman (ROP) |
| 3              | Mi, 12. August 2015 | Beveren – Ardooie                   | Flachetappe         | 0171,9 | Tom Boonen (EQS)       | Jesper Asselman (ROP) |
| 4              | Do, 13. August 2015 | Hoogerheide – Hoogerheide           | Einzelzeitfahren    | 0014,0 | Jos van Emden (TLJ)    | Jos van Emden (TLJ)   |
| 5              | Fr, 14. August 2015 | Riemst – Sittard                    | Hügeletappe         | 0179,6 | Johan Le Bon (FDJ)     | Wilco Kelderman (TLJ) |
| 6              | Sa, 15. August 2015 | Heerlen – Houffalize                | Mittelgebirgsetappe | 0208,6 | Tim Wellens (LTS)      | Tim Wellens (LTS)     |
| 7              | So, 16. August 2015 | Sint-Pieters-Leeuw – Geraardsbergen | Mittelgebirgsetappe | 0188,6 | Manuel Quinziato (BMC) | Tim Wellens (LTS)     |
| Gesamtdistanz: | Gesamtdistanz:      | Gesamtdistanz:                      | Gesamtdistanz:      | 1126,9 |                        |                       |

## Etappen

### 1. Etappe
Die erste Etappe fand am 10. August statt und führte als Flachetappe über 183,5 Kilometer von Bolsward nach Bolsward durch die Niederlande. Während der Strecke gab es zwei Zwischensprints. Der Goldene Kilometer lag 23 Kilometer vor dem Ziel. Zur ersten Etappe gingen 159 der 160 gemeldeten Fahrer an den Start, von denen 158 im Ziel angekommen sind. Die Etappe wurde von Elia Viviani (SKY) vor Danny van Poppel (TFR) und Jean-Pierre Drucker (BMC) gewonnen. Der Etappensieger Elia Viviani übernahm auch die Führung in der Gesamt- sowie in der Punktewertung. Der Führende in der Wertung des kämpferischsten Fahrers war Nathan Haas (TCG). Beste Mannschaft war das Team Roompot.
| Platz | Fahrer              | Nation | Team                   | Zeit                    |
| ----- | ------------------- | ------ | ---------------------- | ----------------------- |
| 01.   | Elia Viviani        | ITA    | Team Sky               | 4:06:18 h (44,702 km/h) |
| 02.   | Danny van Poppel    | NED    | Trek Factory Racing    | gleiche Zeit            |
| 03.   | Jean-Pierre Drucker | LUX    | BMC Racing Team        | gleiche Zeit            |
| 04.   | André Greipel       | GER    | Lotto Soudal           | gleiche Zeit            |
| 05.   | Jonas Vangenechten  | BEL    | IAM Cycling            | gleiche Zeit            |
| 06.   | Andrea Guardini     | ITA    | Astana Pro Team        | gleiche Zeit            |
| 07.   | Magnus Cort Nielsen | DEN    | Orica GreenEdge        | gleiche Zeit            |
| 08.   | Moreno Hofland      | NED    | Team Lotto NL-Jumbo    | gleiche Zeit            |
| 09.   | José Joaquín Rojas  | ESP    | Movistar Team          | gleiche Zeit            |
| 10.   | Dylan Groenewegen   | NED    | Roompot Oranje Peloton | gleiche Zeit            |

| Platz | Fahrer              | Nation | Team                   | Zeit                    |
| ----- | ------------------- | ------ | ---------------------- | ----------------------- |
| 01.   | Elia Viviani        | ITA    | Team Sky               | 4:06:08 h (44,732 km/h) |
| 02.   | Danny van Poppel    | NED    | Trek Factory Racing    | + 0:04 min              |
| 03.   | Jesper Asselman     | NED    | Roompot Oranje Peloton | gleiche Zeit            |
| 04.   | Laurens De Vreese   | BEL    | Astana Pro Team        | + 0:05 min              |
| 05.   | Nico Denz           | GER    | AG2R La Mondiale       | gleiche Zeit            |
| 06.   | Jean-Pierre Drucker | LUX    | BMC Racing Team        | + 0:06 min              |
| 07.   | Nathan Haas         | AUS    | Team Cannondale-Garmin | + 0:08 min              |
| 08.   | André Greipel       | GER    | Lotto Soudal           | + 0:10 min              |
| 09.   | Jonas Vangenechten  | BEL    | IAM Cycling            | gleiche Zeit            |
| 10.   | Andrea Guardini     | ITA    | Astana Pro Team        | gleiche Zeit            |

### 2. Etappe
Die zweite Etappe fand am 11. August statt und führte als Flachetappe über 180,7 Kilometer von Breda nach Breda durch die Niederlande und Belgien. Während der Strecke gab es zwei Zwischensprints. Der Goldene Kilometer lag 21 Kilometer vor dem Ziel. Zur zweiten Etappe gingen noch 157 Fahrer an den Start, die auch alle im Ziel angekommen sind. Die Etappe wurde von André Greipel (LTS) vor Jacopo Guarnieri (KAT) und Tom Boonen (EQS) gewonnen. Durch die Zeitbonifikationen auf dem Goldenen Kilometer übernahm Jesper Asselman (ROP) die Führung in der Gesamtwertung, gleichzeitig führte er in der Wertung des kämpferischsten Fahrers. André Greipel erobert das rote Führungstrikot der Punktewertung. Beste Mannschaft nach dieser Etappe war weiterhin das Team Roompot.
| Platz | Fahrer                | Nation | Team                | Zeit                    |
| ----- | --------------------- | ------ | ------------------- | ----------------------- |
| 01.   | André Greipel         | GER    | Lotto Soudal        | 4:12:52 h (42,876 km/h) |
| 02.   | Jacopo Guarnieri      | ITA    | Team Katusha        | gleiche Zeit            |
| 03.   | Tom Boonen            | BEL    | Etixx-Quick Step    | gleiche Zeit            |
| 04.   | Jean-Pierre Drucker   | LUX    | BMC Racing Team     | gleiche Zeit            |
| 05.   | Danny van Poppel      | NED    | Trek Factory Racing | gleiche Zeit            |
| 06.   | Arnaud Démare         | FRA    | FDJ                 | gleiche Zeit            |
| 07.   | Wjatscheslaw Kusnezow | RUS    | Team Katusha        | gleiche Zeit            |
| 08.   | Roy Jans              | BEL    | Wanty-Groupe Gobert | gleiche Zeit            |
| 09.   | Sébastien Turgot      | FRA    | AG2R La Mondiale    | gleiche Zeit            |
| 10.   | Sacha Modolo          | ITA    | Lampre-Merida       | gleiche Zeit            |

| Platz | Fahrer              | Nation | Team                        | Zeit                    |
| ----- | ------------------- | ------ | --------------------------- | ----------------------- |
| 01.   | Jesper Asselman     | NED    | Roompot Oranje Peloton      | 8:18:55 h (43,799 km/h) |
| 02.   | André Greipel       | GER    | Lotto Soudal                | + 0:05 min              |
| 03.   | Elia Viviani        | ITA    | Team Sky                    | gleiche Zeit            |
| 04.   | Danny van Poppel    | NED    | Trek Factory Racing         | + 0:09 min              |
| 05.   | Jacopo Guarnieri    | ITA    | Team Katusha                | gleiche Zeit            |
| 06.   | Gijs Van Hoecke     | BEL    | Topsport Vlaanderen-Baloise | gleiche Zeit            |
| 07.   | Laurens De Vreese   | BEL    | Astana Pro Team             | + 0:10 min              |
| 08.   | Nico Denz           | GER    | AG2R La Mondiale            | gleiche Zeit            |
| 09.   | Jean-Pierre Drucker | LUX    | BMC Racing Team             | + 0:11 min              |
| 10.   | Tom Boonen          | BEL    | Etixx-Quick Step            | gleiche Zeit            |

### 3. Etappe
Die dritte Etappe fand am 12. August statt und führte als Flachetappe über 171,9 Kilometer von Beveren nach Ardooie durch Belgien. Während der Strecke gab es zwei Zwischensprints. Der Goldene Kilometer lag 24 Kilometer vor dem Ziel. Zur dritten Etappe noch 155 Fahrer an den Start, von denen 153 im Ziel angekommen sind. Die Etappe wurde von Tom Boonen (EQS) vor Arnaud Démare (FDJ) und Elia Viviani (SKY) gewonnen. Führender der Gesamtwertung sowie der Wertung des kämpferischsten Fahrers blieb Jesper Asselman (ROP). André Greipel (LTS) behielt die Führung in der Punktewertung. Beste Mannschaft nach dieser Etappe war das Team Lotto Soudal.
| Platz | Fahrer            | Nation | Team                   | Zeit                    |
| ----- | ----------------- | ------ | ---------------------- | ----------------------- |
| 01.   | Tom Boonen        | BEL    | Etixx-Quick Step       | 3:54:25 h (43,999 km/h) |
| 02.   | Arnaud Démare     | FRA    | FDJ                    | gleiche Zeit            |
| 03.   | Elia Viviani      | ITA    | Team Sky               | gleiche Zeit            |
| 04.   | Andrea Guardini   | ITA    | Astana Pro Team        | gleiche Zeit            |
| 05.   | Dylan Groenewegen | NED    | Roompot Oranje Peloton | gleiche Zeit            |
| 06.   | André Greipel     | GER    | Lotto Soudal           | gleiche Zeit            |
| 07.   | Rüdiger Selig     | GER    | Team Katusha           | gleiche Zeit            |
| 08.   | Sacha Modolo      | ITA    | Lampre-Merida          | gleiche Zeit            |
| 09.   | Danny van Poppel  | NED    | Trek Factory Racing    | gleiche Zeit            |
| 10.   | Roy Jans          | BEL    | Wanty-Groupe Gobert    | gleiche Zeit            |

| Platz | Fahrer             | Nation | Team                        | Zeit                     |
| ----- | ------------------ | ------ | --------------------------- | ------------------------ |
| 01.   | Jesper Asselman    | NED    | Roompot Oranje Peloton      | 12:13:20 h (43,863 km/h) |
| 02.   | Tom Boonen         | BEL    | Etixx-Quick Step            | + 0:01 min               |
| 03.   | Elia Viviani       | ITA    | Team Sky                    | gleiche Zeit             |
| 04.   | André Greipel      | GER    | Lotto Soudal                | + 0:05 min               |
| 05.   | Edward Theuns      | BEL    | Topsport Vlaanderen-Baloise | + 0:06 min               |
| 06.   | Danny van Poppel   | NED    | Trek Factory Racing         | + 0:09 min               |
| 07.   | Arnaud Démare      | FRA    | FDJ                         | gleiche Zeit             |
| 08.   | Jacopo Guarnieri   | ITA    | Team Katusha                | gleiche Zeit             |
| 09.   | Gijs Van Hoecke    | BEL    | Topsport Vlaanderen-Baloise | gleiche Zeit             |
| 10.   | Frederik Veuchelen | BEL    | Wanty-Groupe Gobert         | gleiche Zeit             |

### 4. Etappe
Die vierte Etappe fand am 13. August statt und führte als Einzelzeitfahren über 14,0 Kilometer von Hoogerheide nach Hoogerheide durch die Niederlande. Zur vierten Etappe gingen noch 152 Fahrer an den Start, die auch alle im Ziel angekommen sind. Die Etappe wurde von Jos van Emden (TLJ) vor Wilco Kelderman (TLJ) und Adriano Malori (MOV) gewonnen. Durch den Etappensieg eroberte Jos van Emden die Gesamtführung. In der Punktwertung und in der Wertung des kämpferischsten Fahrers gab es auf dieser Etappe keine Punkte, wodurch André Greipel (LTS) und Jesper Asselman (ROP) jeweils weiterhin die Führenden dieser Wertungen waren. Beste Mannschaft nach dieser Etappe war das Team Lotto NL-Jumbo.
| Platz | Fahrer            | Nation | Team                | Zeit                    |
| ----- | ----------------- | ------ | ------------------- | ----------------------- |
| 01.   | Jos van Emden     | NED    | Team Lotto NL-Jumbo | 16:34 min (50,704 km/h) |
| 02.   | Wilco Kelderman   | NED    | Team Lotto NL-Jumbo | + 0:05 min              |
| 03.   | Adriano Malori    | ITA    | Movistar Team       | + 0:07 min              |
| 04.   | Lars Boom         | NED    | Astana Pro Team     | gleiche Zeit            |
| 05.   | Matthias Brändle  | AUT    | IAM Cycling         | + 0:11 min              |
| 06.   | Greg Van Avermaet | BEL    | BMC Racing Team     | + 0:14 min              |
| 07.   | Manuel Quinziato  | ITA    | BMC Racing Team     | + 0:16 min              |
| 08.   | Philippe Gilbert  | BEL    | BMC Racing Team     | + 0:20 min              |
| 09.   | Michael Hepburn   | AUS    | Orica GreenEdge     | + 0:21 min              |
| 10.   | Michael Rogers    | AUS    | Tinkoff-Saxo        | gleiche Zeit            |

| Platz | Fahrer            | Nation | Team                | Zeit                     |
| ----- | ----------------- | ------ | ------------------- | ------------------------ |
| 01.   | Jos van Emden     | NED    | Team Lotto NL-Jumbo | 12:30:09 h (43,999 km/h) |
| 02.   | Wilco Kelderman   | NED    | Team Lotto NL-Jumbo | + 0:05 min               |
| 03.   | Adriano Malori    | ITA    | Movistar Team       | + 0:07 min               |
| 04.   | Lars Boom         | NED    | Astana Pro Team     | gleiche Zeit             |
| 05.   | Matthias Brändle  | AUT    | IAM Cycling         | + 0:11 min               |
| 06.   | Greg Van Avermaet | BEL    | BMC Racing Team     | + 0:14 min               |
| 07.   | Manuel Quinziato  | ITA    | BMC Racing Team     | + 0:16 min               |
| 08.   | Philippe Gilbert  | BEL    | BMC Racing Team     | + 0:18 min               |
| 09.   | Michael Hepburn   | AUS    | Orica GreenEdge     | + 0:21 min               |
| 10.   | Michael Rogers    | AUS    | Tinkoff-Saxo        | gleiche Zeit             |

### 5. Etappe
Die fünfte Etappe fand am 14. August statt und führte als Hügeletappe über 179,6 Kilometer vom belgischen Riemst ins niederländische Sittard. Während der Strecke gab es zwei Zwischensprints. Der Goldene Kilometer lag 35 Kilometer vor dem Ziel. Während der Etappe wurden außerdem 27 Anstiege befahren. Zur fünften Etappe gingen noch 150 Fahrer an den Start, von denen 147 im Ziel angekommen sind. Die Etappe wurde von Johan Le Bon (FDJ) vor Dylan van Baarle (TCG) und Magnus Cort Nielsen (OGE) gewonnen. Die Führung in der Gesamtwertung eroberte Wilco Kelderman (TLJ). André Greipel (LTS) blieb der Führende in der Punktwertung und Jesper Asselman (ROP) der Führende in der Wertung des kämpferischsten Fahrers. Beste Mannschaft nach dieser Etappe war weiterhin das Team Lotto NL-Jumbo.
| Platz | Fahrer              | Nation | Team                   | Zeit                    |
| ----- | ------------------- | ------ | ---------------------- | ----------------------- |
| 01.   | Johan Le Bon        | FRA    | FDJ                    | 4:13:50 h (42,453 km/h) |
| 02.   | Dylan van Baarle    | NED    | Team Cannondale-Garmin | gleiche Zeit            |
| 03.   | Magnus Cort Nielsen | DEN    | Orica GreenEdge        | + 0:09 min              |
| 04.   | Tim Wellens         | BEL    | Lotto Soudal           | gleiche Zeit            |
| 05.   | Wilco Kelderman     | NED    | Team Lotto NL-Jumbo    | gleiche Zeit            |
| 06.   | André Greipel       | GER    | Lotto Soudal           | + 0:11 min              |
| 07.   | Georg Preidler      | AUT    | Team Giant-Alpecin     | + 0:15 min              |
| 08.   | Tiesj Benoot        | BEL    | Lotto Soudal           | + 0:27 min              |
| 09.   | Philippe Gilbert    | BEL    | BMC Racing Team        | gleiche Zeit            |
| 10.   | Lars Boom           | NED    | Astana Pro Team        | gleiche Zeit            |

| Platz | Fahrer            | Nation | Team                   | Zeit                     |
| ----- | ----------------- | ------ | ---------------------- | ------------------------ |
| 01.   | Wilco Kelderman   | NED    | Team Lotto NL-Jumbo    | 16:44:13 h (43,598 km/h) |
| 02.   | Dylan van Baarle  | NED    | Team Cannondale-Garmin | + 0:01 min               |
| 03.   | Johan Le Bon      | FRA    | FDJ                    | + 0:08 min               |
| 04.   | Jos van Emden     | NED    | Team Lotto NL-Jumbo    | + 0:13 min               |
| 05.   | Tim Wellens       | BEL    | Lotto Soudal           | + 0:19 min               |
| 06.   | Lars Boom         | NED    | Astana Pro Team        | + 0:20 min               |
| 07.   | Greg Van Avermaet | BEL    | BMC Racing Team        | + 0:26 min               |
| 08.   | Manuel Quinziato  | ITA    | BMC Racing Team        | + 0:29 min               |
| 09.   | Philippe Gilbert  | BEL    | BMC Racing Team        | gleiche Zeit             |
| 10.   | Michael Rogers    | AUS    | Tinkoff-Saxo           | + 0:34 min               |

### 6. Etappe
Die sechste Etappe fand am 15. August statt und führte als Mittelgebirgsetappe über 208,6 Kilometer vom niederländischen Heerlen ins belgische Houffalize. Während der Strecke gab es zwei Zwischensprints. Der Goldene Kilometer lag 20,3 Kilometer vor dem Ziel. Während der Etappe wurden außerdem 18 Anstiege befahren. Zur sechsten Etappe gingen noch 145 Fahrer an den Start, von denen 140 im Ziel angekommen sind. Die Etappe wurde von Tim Wellens (LTS) vor Greg Van Avermaet (BMC) und Simon Geschke (TGA) gewonnen. Der Etappensieger Tim Wellens eroberte die Gesamtführung. André Greipel (LTS) blieb der Führende in der Punktwertung und Gijs Van Hoecke (TSV) war der neue Führende in der Wertung des kämpferischsten Fahrers. Beste Mannschaft nach dieser Etappe war nun wieder das Team Lotto Soudal.
| Platz | Fahrer            | Nation | Team                   | Zeit                    |
| ----- | ----------------- | ------ | ---------------------- | ----------------------- |
| 01.   | Tim Wellens       | BEL    | Lotto Soudal           | 5:28:46 h (38,070 km/h) |
| 02.   | Greg Van Avermaet | BEL    | BMC Racing Team        | + 0:49 min              |
| 03.   | Simon Geschke     | GER    | Team Giant-Alpecin     | + 0:51 min              |
| 04.   | Jan Bakelants     | BEL    | AG2R La Mondiale       | + 1:03 min              |
| 05.   | Tom Slagter       | NED    | Team Cannondale-Garmin | + 1:07 min              |
| 06.   | Philippe Gilbert  | BEL    | BMC Racing Team        | + 1:13 min              |
| 07.   | Tiesj Benoot      | BEL    | Lotto Soudal           | gleiche Zeit            |
| 08.   | Fabio Felline     | ITA    | Trek Factory Racing    | gleiche Zeit            |
| 09.   | Andrij Hrywko     | UKR    | Astana Pro Team        | gleiche Zeit            |
| 10.   | Wilco Kelderman   | NED    | Team Lotto NL-Jumbo    | + 1:17 min              |

| Platz | Fahrer            | Nation | Team                | Zeit                     |
| ----- | ----------------- | ------ | ------------------- | ------------------------ |
| 01.   | Tim Wellens       | BEL    | Lotto Soudal        | 22:12:59 h (42,235 km/h) |
| 02.   | Greg Van Avermaet | BEL    | BMC Racing Team     | + 1:03 min               |
| 03.   | Wilco Kelderman   | NED    | Team Lotto NL-Jumbo | + 1:17 min               |
| 04.   | Philippe Gilbert  | BEL    | BMC Racing Team     | + 1:40 min               |
| 05.   | Fabio Felline     | ITA    | Trek Factory Racing | + 1:48 min               |
| 06.   | Michael Rogers    | AUS    | Tinkoff-Saxo        | + 1:51 min               |
| 07.   | Andrij Hrywko     | UKR    | Astana Pro Team     | + 1:54 min               |
| 08.   | Christopher Juul  | DEN    | Tinkoff-Saxo        | + 2:05 min               |
| 09.   | Tiesj Benoot      | BEL    | Lotto Soudal        | + 2:13 min               |
| 10.   | Jan Bakelants     | BEL    | AG2R La Mondiale    | gleiche Zeit             |

### 7. Etappe
Die siebte Etappe fand am 16. August statt und führte als Mittelgebirgsetappe über 188,6 Kilometer von Sint-Pieters-Leeuw nach Geraardsbergen durch Belgien. Während der Strecke gab es zwei Zwischensprints. Der Goldene Kilometer lag 20,8 Kilometer vor dem Ziel. Während der Etappe wurden außerdem 18 Anstiege sowie sechs Kopfsteinpflaster-Abschnitte befahren. Zur siebten Etappe gingen noch 138 Fahrer an den Start, von denen 109 im Ziel angekommen sind und somit die Rundfahrt beendeten. Die Etappe wurde von Manuel Quinziato (BMC) vor Bjorn Leukemans (WGG) und Yves Lampaert (EQS) gewonnen. Die Etappe brachte keine Veränderungen mehr bei den Trägern der Wertungstrikots. Tim Wellens (LTS) gewann die Gesamtwertung und somit die Rundfahrt, André Greipel (LTS) gewann die Punktewertung und Gijs Van Hoecke (TSV) die Wertung des kämpferischsten Fahrers. Auch das Team Lotto Soudal verteidigte die Führung in der Teamwertung.
| Platz | Fahrer              | Nation | Team                | Zeit                    |
| ----- | ------------------- | ------ | ------------------- | ----------------------- |
| 01.   | Manuel Quinziato    | ITA    | BMC Racing Team     | 4:18:18 h (43,810 km/h) |
| 02.   | Bjorn Leukemans     | BEL    | Wanty-Groupe Gobert | + 0:03 min              |
| 03.   | Yves Lampaert       | BEL    | Etixx-Quick Step    | + 0:08 min              |
| 04.   | Greg Van Avermaet   | BEL    | BMC Racing Team     | + 0:38 min              |
| 05.   | Julian Alaphilippe  | FRA    | Etixx-Quick Step    | gleiche Zeit            |
| 06.   | Tiesj Benoot        | BEL    | Lotto Soudal        | + 0:40 min              |
| 07.   | Filippo Pozzato     | ITA    | Lampre-Merida       | gleiche Zeit            |
| 08.   | Jan Bakelants       | BEL    | AG2R La Mondiale    | + 0:42 min              |
| 09.   | Philippe Gilbert    | BEL    | BMC Racing Team     | gleiche Zeit            |
| 10.   | Magnus Cort Nielsen | DEN    | Orica GreenEdge     | gleiche Zeit            |

| Platz | Fahrer             | Nation | Team                | Zeit                     |
| ----- | ------------------ | ------ | ------------------- | ------------------------ |
| 01.   | Tim Wellens        | BEL    | Lotto Soudal        | 26:31:59 h (42,472 km/h) |
| 02.   | Greg Van Avermaet  | BEL    | BMC Racing Team     | + 0:59 min               |
| 03.   | Wilco Kelderman    | NED    | Team Lotto NL-Jumbo | + 1:17 min               |
| 04.   | Philippe Gilbert   | BEL    | BMC Racing Team     | + 1:40 min               |
| 05.   | Fabio Felline      | ITA    | Trek Factory Racing | + 1:48 min               |
| 06.   | Andrij Hrywko      | UKR    | Astana Pro Team     | + 1:54 min               |
| 07.   | Michael Rogers     | AUS    | Tinkoff-Saxo        | + 2:02 min               |
| 08.   | Tiesj Benoot       | BEL    | Lotto Soudal        | + 2:11 min               |
| 09.   | Christopher Juul   | DEN    | Tinkoff-Saxo        | gleiche Zeit             |
| 10.   | Julian Alaphilippe | FRA    | Etixx-Quick Step    | gleiche Zeit             |

## Reglement
Die Neuerung innerhalb des Reglements der Eneco Tour im Rahmen der elften Austragung im Jahr 2015 war der sogenannte Goldene Kilometer. Dabei handelte es sich um einen Kilometer auf jeder Etappe, die kein Zeitfahren war, auf dem drei Sprintwertungen ausgefahren wurden. Bei jedem dieser Zwischensprints gab es für die ersten drei Fahrer Zeitbonifikation für die Gesamteinzelwertung in Höhe von jeweils drei, zwei und einer Sekunde. Insgesamt konnten also pro Goldenem Kilometer bis zu neun Sekunden Bonus ersprintet werden. Der Goldene Kilometer wurde bereits im Mai bei der Belgien-Rundfahrt 2015 getestet.
Die Gesamtwertung der Rundfahrt war eine Einzelwertung nach den Gesamtzeiten der Fahrer. Dabei war der Fahrer mit der geringsten Gesamtzeit der Führende in dieser Wertung. Die Gesamtzeit eines Fahrers ergab sich aus der Summe aller Zeiten auf den einzelnen Etappen. Zusätzlich gab es die Möglichkeit, während der Etappen Zeitbonifikationen zu erhalten. Bei den Etappen, die keine Zeitfahretappen waren (Etappen 1–3 und 5–7), gab es bei den Zielankünften für die ersten drei Fahrer Zeitbonifikationen von zehn, sechs und vier Sekunden. Außerdem gab es auf diesen Etappen bei den drei Sprintwertungen auf dem Goldenen Kilometer Zeitbonifikationen in Höhe von jeweils drei, zwei und einer Sekunde für die ersten drei Fahrer. Der Führende in der Gesamtwertung trug das weiße Trikot. Sieger der Rundfahrt wurde der Fahrer, der der Führende dieser Wertung nach der letzten Etappe war. Der Sponsor dieser Wertung war das niederländische Energieversorgungsunternehmen Eneco, weshalb diese Wertung offiziell Eneco Algemeen Klassement (niederländisch) genannt wurde.
Die Punktewertung ergab sich aus der Summe der Punkte der Fahrer. Dabei war der Fahrer mit den meisten Punkten der Führende in dieser Sonderwertung. Punkte für diese Wertung erhielten die ersten zehn Fahrer bei den Zielankünften. Der Führende in der Punktewertung trug das rote Trikot. Der Sponsor dieser Wertung war das belgische Lottounternehmen, das auch Sponsor des belgischen Radsportteams Lotto Soudal ist, weshalb diese Wertung offiziell Lotto Puntenklassement (niederländisch) genannt wurde. Die Punkte bei den Zielankünften wurden nach folgender Punkteverteilung vergeben:
| Platz       | 1. | 2. | 3. | 4. | 5. | 6. | 7. | 8. | 9. | 10. |
| Zielankunft | 30 | 25 | 22 | 19 | 17 | 15 | 13 | 12 | 11 | 10  |

Die Wertung des kämpferischsten Fahrers ergab sich aus der Summe der Punkte der Fahrer, die sie bei den Zwischensprints sammelten. Dabei war der Fahrer mit den meisten Punkten der Führende in dieser Sonderwertung. Punkte für diese Wertung erhielten die ersten fünf Fahrer bei den Zwischensprints, die nicht innerhalb des Goldenen Kilometers lagen. Es gab auf jeder Etappe, außer während des Zeitfahrens, zwei solcher Zwischensprints. Bei jedem dieser Zwischensprints konnte ein Fahrer zudem Extrapunkte abhängig vom Vorsprung des Fahrers auf das Peloton bei dem Zwischensprint erhalten. Der Führende in der Wertung des kämpferischsten Fahrers trug das grüne Trikot. Der Sponsor dieser Wertung war die belgische Brauerei Haacht bzw. dessen Biermarke „Primus“, weshalb diese Wertung offiziell Primus Strijdlustklassement (niederländisch) genannt wurde. Die Punkte bei den Zwischensprints wurden nach folgender Punkteverteilung vergeben (hinzu kamen eventuell Extrapunkte abhängig vom Vorsprung eines Fahrers auf das Peloton):
| Platz          | 1. | 2. | 3. | 4. | 5. |
| Zwischensprint | 10 | 8  | 6  | 4  | 2  |

Die Teamwertung war eine Wertung nach den Gesamtzeiten der Teams und wurde nach den UCI-Regeln für Etappenrennen ausgetragen. Dabei war die Mannschaft mit der geringsten Gesamtzeit die führende Mannschaft in dieser Sonderwertung. Die Gesamtzeit einer Mannschaft ergab sich aus der Summe der Zeiten der besten drei Fahrer auf den einzelnen Etappen. Die Zeitbonifikationen, die die Fahrer auf den Etappen erhielten, zählten nicht mit in diese Wertung.

## Wertungen im Tourverlauf
Die Tabelle zeigt die Führenden der jeweiligen Wertung nach Abschluss der Etappe.
| Etappe | Gesamtwertung         | Punktewertung        | Kämpferischster Fahrer     | Teamwertung            |
| ------ | --------------------- | -------------------- | -------------------------- | ---------------------- |
| 1      | Elia Viviani (SKY)    | Elia Viviani (SKY) 1 | Nathan Haas (TCG)          | Roompot Oranje Peloton |
| 2      | Jesper Asselman (ROP) | André Greipel (LTS)  | Jesper Asselman (ROP) 2, 3 | Roompot Oranje Peloton |
| 3      | Jesper Asselman (ROP) | André Greipel (LTS)  | Jesper Asselman (ROP) 2, 3 | Lotto Soudal           |
| 4      | Jos van Emden (TLJ)   | André Greipel (LTS)  | Jesper Asselman (ROP) 2, 3 | Team Lotto NL-Jumbo    |
| 5      | Wilco Kelderman (TLJ) | André Greipel (LTS)  | Jesper Asselman (ROP) 2, 3 | Team Lotto NL-Jumbo    |
| 6      | Tim Wellens (LTS)     | André Greipel (LTS)  | Gijs Van Hoecke (TSV)      | Lotto Soudal           |
| 7      | Tim Wellens (LTS)     | André Greipel (LTS)  | Gijs Van Hoecke (TSV)      | Lotto Soudal           |
| Sieger | Tim Wellens (LTS)     | André Greipel (LTS)  | Gijs Van Hoecke (TSV)      | Lotto Soudal           |

Anmerkungen zur Tabelle:

## Ergebnis

### Endstand

#### Gesamtwertung
Die Gesamtwertung entschied der Belgier Tim Wellens (LTS) mit einer Gesamtzeit von 26:31:59 Stunden für sich. Er eroberte das weiße Trikot durch seinen einzigen Etappensieg auf der 6. Etappe und verteidigte es auf dem letzten Teilstück der Rundfahrt. Den zweiten Platz belegte der Belgier Greg Van Avermaet (BMC) mit 59 Sekunden Rückstand. Mit 1:17 Minuten Rückstand folgte auf dem dritten Rang der Niederländer Wilco Kelderman (TLJ). In der Gesamtwertung waren nach der letzten Etappe 109 von 160 gestarteten Fahrer klassiert.
| Platz | Fahrer             | Nation | Team                | Zeit                     |
| ----- | ------------------ | ------ | ------------------- | ------------------------ |
| 01.   | Tim Wellens        | BEL    | Lotto Soudal        | 26:31:59 h (42,472 km/h) |
| 02.   | Greg Van Avermaet  | BEL    | BMC Racing Team     | + 0:59 min               |
| 03.   | Wilco Kelderman    | NED    | Team Lotto NL-Jumbo | + 1:17 min               |
| 04.   | Philippe Gilbert   | BEL    | BMC Racing Team     | + 1:40 min               |
| 05.   | Fabio Felline      | ITA    | Trek Factory Racing | + 1:48 min               |
| 06.   | Andrij Hrywko      | UKR    | Astana Pro Team     | + 1:54 min               |
| 07.   | Michael Rogers     | AUS    | Tinkoff-Saxo        | + 2:02 min               |
| 08.   | Tiesj Benoot       | BEL    | Lotto Soudal        | + 2:11 min               |
| 09.   | Christopher Juul   | DEN    | Tinkoff-Saxo        | gleiche Zeit             |
| 10.   | Julian Alaphilippe | FRA    | Etixx-Quick Step    | gleiche Zeit             |

#### Punktewertung
Die Punktewertung gewann der Deutsche André Greipel (LTS) mit 79 Punkten. Er eroberte das rote Trikot auf der 2. Etappe durch seinen einzigen Etappensieg bei der Rundfahrt und verteidigte es bis zum Ende. Auf den Plätzen zwei und drei folgten die beiden Belgier Greg Van Avermaet (BMC) mit 59 Punkten und Tom Boonen (EQS) mit 52 Punkten. Insgesamt konnten 36 Fahrer Punkte in dieser Wertung erreichen, die auch die Rundfahrt beendeten.
| Platz | Fahrer            | Nation | Team                | Punkte |
| ----- | ----------------- | ------ | ------------------- | ------ |
| 1.    | André Greipel     | GER    | Lotto Soudal        | 79     |
| 2.    | Greg Van Avermaet | BEL    | BMC Racing Team     | 59     |
| 3.    | Tom Boonen        | BEL    | Etixx-Quick Step    | 52     |
| 4.    | Wilco Kelderman   | NED    | Team Lotto NL-Jumbo | 52     |
| 5.    | Tim Wellens       | BEL    | Lotto Soudal        | 49     |

#### Kämpferischster Fahrer
Die Wertung des kämpferischsten Fahrers gewann der Belgier Gijs Van Hoecke (TSV) mit 63 Punkten. Er eroberte das grüne Trikot auf der 6. Etappe und verteidigte es auf der letzten Etappe. Auf den Plätzen zwei und drei folgten der Niederländer Jesper Asselman (ROP) mit 56 Punkten und der Belgier Frederik Veuchelen (WGG) mit 41 Punkten. Insgesamt konnten 27 Fahrer Punkte in dieser Wertung erreichen, die auch die Rundfahrt beendeten.
| Platz | Fahrer             | Nation | Team                        | Punkte |
| ----- | ------------------ | ------ | --------------------------- | ------ |
| 1.    | Gijs Van Hoecke    | BEL    | Topsport Vlaanderen-Baloise | 63     |
| 2.    | Jesper Asselman    | NED    | Roompot Oranje Peloton      | 56     |
| 3.    | Frederik Veuchelen | BEL    | Wanty-Groupe Gobert         | 41     |
| 4.    | Laurens De Vreese  | BEL    | Astana Pro Team             | 29     |
| 5.    | Manuel Quinziato   | ITA    | BMC Racing Team             | 13     |

#### Teamwertung
Die Teamwertung gewann die belgische Mannschaft Lotto Soudal in einer Gesamtzeit von 79:44:03 Stunden. Auf den weiteren Plätzen folgten das kasachische Team Astana und das russische Team Tinkoff-Saxo mit 1:13 bzw. 3:38 Minuten Rückstand. In dieser Wertung waren die 20 teilnehmenden Mannschaften klassiert.
| Platz | Team               | Nation | Zeit                     |
| ----- | ------------------ | ------ | ------------------------ |
| 1.    | Lotto Soudal       | BEL    | 79:44:03 h (42,400 km/h) |
| 2.    | Astana Pro Team    | KAZ    | + 1:13 min               |
| 3.    | Tinkoff-Saxo       | RUS    | + 3:38 min               |
| 4.    | BMC Racing Team    | USA    | + 3:44 min               |
| 5.    | Team Giant-Alpecin | GER    | + 3:58 min               |

### UCI WorldTour
Die Eneco Tour war innerhalb der UCI WorldTour 2015 ein Rennen der 3. Kategorie. Deshalb erhielten die zehn besten Fahrer der Gesamtwertung sowie die fünf besten Fahrer der einzelnen Etappen – vorausgesetzt sie fahren für ein UCI WorldTeam – Punkte für das UCI WorldTour Ranking mit folgender Punkteverteilung:
| Platzierung | 1.  | 2. | 3. | 4. | 5. | 6. | 7. | 8. | 9. | 10. |
| Punkte      | 100 | 80 | 70 | 60 | 50 | 40 | 30 | 20 | 10 | 4   |

| Platzierung | 1. | 2. | 3. | 4. | 5. |
| Punkte      | 6  | 4  | 2  | 1  | 1  |

Für das UCI WorldTour Ranking konnten 31 Fahrer Punkte sammeln.
| Platz | Fahrer              | Nation | Team                   | Punkte |
| ----- | ------------------- | ------ | ---------------------- | ------ |
| 01.   | Tim Wellens         | BEL    | Lotto Soudal           | 107    |
| 02.   | Greg Van Avermaet   | BEL    | BMC Racing Team        | 085    |
| 03.   | Wilco Kelderman     | NED    | Team Lotto NL-Jumbo    | 075    |
| 04.   | Philippe Gilbert    | BEL    | BMC Racing Team        | 060    |
| 05.   | Fabio Felline       | ITA    | Trek Factory Racing    | 050    |
| 06.   | Andrij Hrywko       | UKR    | Astana Pro Team        | 040    |
| 07.   | Michael Rogers      | AUS    | Tinkoff-Saxo           | 030    |
| 08.   | Tiesj Benoot        | BEL    | Lotto Soudal           | 020    |
| 09.   | Christopher Juul    | DEN    | Tinkoff-Saxo           | 010    |
| 10.   | Tom Boonen          | BEL    | Etixx-Quick Step       | 008    |
| 10.   | Elia Viviani        | ITA    | Team Sky               | 008    |
| 12.   | André Greipel       | GER    | Lotto Soudal           | 007    |
| 13.   | Johan Le Bon        | FRA    | FDJ                    | 006    |
| 13.   | Manuel Quinziato    | ITA    | BMC Racing Team        | 006    |
| 13.   | Jos van Emden       | NED    | Team Lotto NL-Jumbo    | 006    |
| 16.   | Julian Alaphilippe  | FRA    | Etixx-Quick Step       | 005    |
| 16.   | Danny van Poppel    | NED    | Trek Factory Racing    | 005    |
| 18.   | Arnaud Démare       | FRA    | FDJ                    | 004    |
| 18.   | Jacopo Guarnieri    | ITA    | Team Katusha           | 004    |
| 18.   | Dylan van Baarle    | NED    | Team Cannondale-Garmin | 004    |
| 21.   | Jean-Pierre Drucker | LUX    | BMC Racing Team        | 003    |
| 22.   | Magnus Cort Nielsen | DEN    | Orica GreenEdge        | 002    |
| 22.   | Simon Geschke       | GER    | Team Giant-Alpecin     | 002    |
| 22.   | Yves Lampaert       | BEL    | Etixx-Quick Step       | 002    |
| 22.   | Adriano Malori      | ITA    | Movistar Team          | 002    |
| 26.   | Jan Bakelants       | BEL    | AG2R La Mondiale       | 001    |
| 26.   | Lars Boom           | NED    | Astana Pro Team        | 001    |
| 26.   | Matthias Brändle    | AUT    | IAM Cycling            | 001    |
| 26.   | Andrea Guardini     | ITA    | Astana Pro Team        | 001    |
| 26.   | Tom Slagter         | NED    | Team Cannondale-Garmin | 001    |
| 26.   | Jonas Vangenechten  | BEL    | IAM Cycling            | 001    |